# Франсоа Пуквил
Франсоа Пуквил (на френски: François Pouqueville) е френски дипломат, учен и пътешественик.

## Биография
Пуквил е роден в Льо Мьорльоро, Франция. Член на Комитета по науките и изкуствата, който придружава Наполеон Бонапарт при експедицията му в Египет. През 1798 година се разболява от треска и трябва да се върне спешно във Франция. Но край бреговете на Калабрия пирати от варварския бряг (Северна Африка) взимат кораба на абордаж и Пуквил е предаден на пашата на Триполица, васал на Османската империя, с която Франция е във война. Пашата се отнася добре с Пуквил и го изпраща в Цариград. Там е затворен за 18 месеца в затвора Седемте кули.
След освобождението му Пуквил се връща във Франция и в 1805 година публикува „Пътешествие в Морея и Константинопол“ (Voyage en Morée et à Constantinople).
Познанията му за региона и знаенето на местните езици правят от Пуквил идеален дипломатически агент и в 1806 година той е изпратен като консул в двора на независимия епирски владетел Али паша в Янина, където остава до 1814.
По време на престоя си в Гърция подготвя книгите:
- „Пътешествие в Гърция“ (Voyage de la Grèce, 6 тома, 1820, 1822 и 1826)
- „История на гръцкото възраждане“ (Histoire de la régénération des Grecs, 1824.)

Произведенията му са важен извор за българската история от началото на XIX век. В книгите си Пуквил доста точно определя етнографската граница между българи и гърци (района на Костур) и между българи и албанци (Охридското езеро и Черни Дрин).
За връх Люботрън той пише:
| „ | Пътниците стигат връх Призренди [Люботрън], който, изглежда, е естествената граница на България, Сърбия и Илирия, чиято разграничителна линия чертае разклонения, които изпраща на север, където се свързва с босненските вериги и с предпланините, простиращи се на запад. | “ |

След завръщането си във Франция посещава салона на графиня дьо Сегюр. Свързва се с хора на изкуството и интелектуалци като Шатобриан, който открива Гърция, благодарение на Пуквил и Александър Дюма, който използва сведенията от Пуквил в работата си за Али паша. Пуквил е интимен приятел на Анриет Лоримие до смъртта ѝ. Приятелят на Пуквил Енгър му рисува портрет в 1834 г.